# 前哥倫布時期

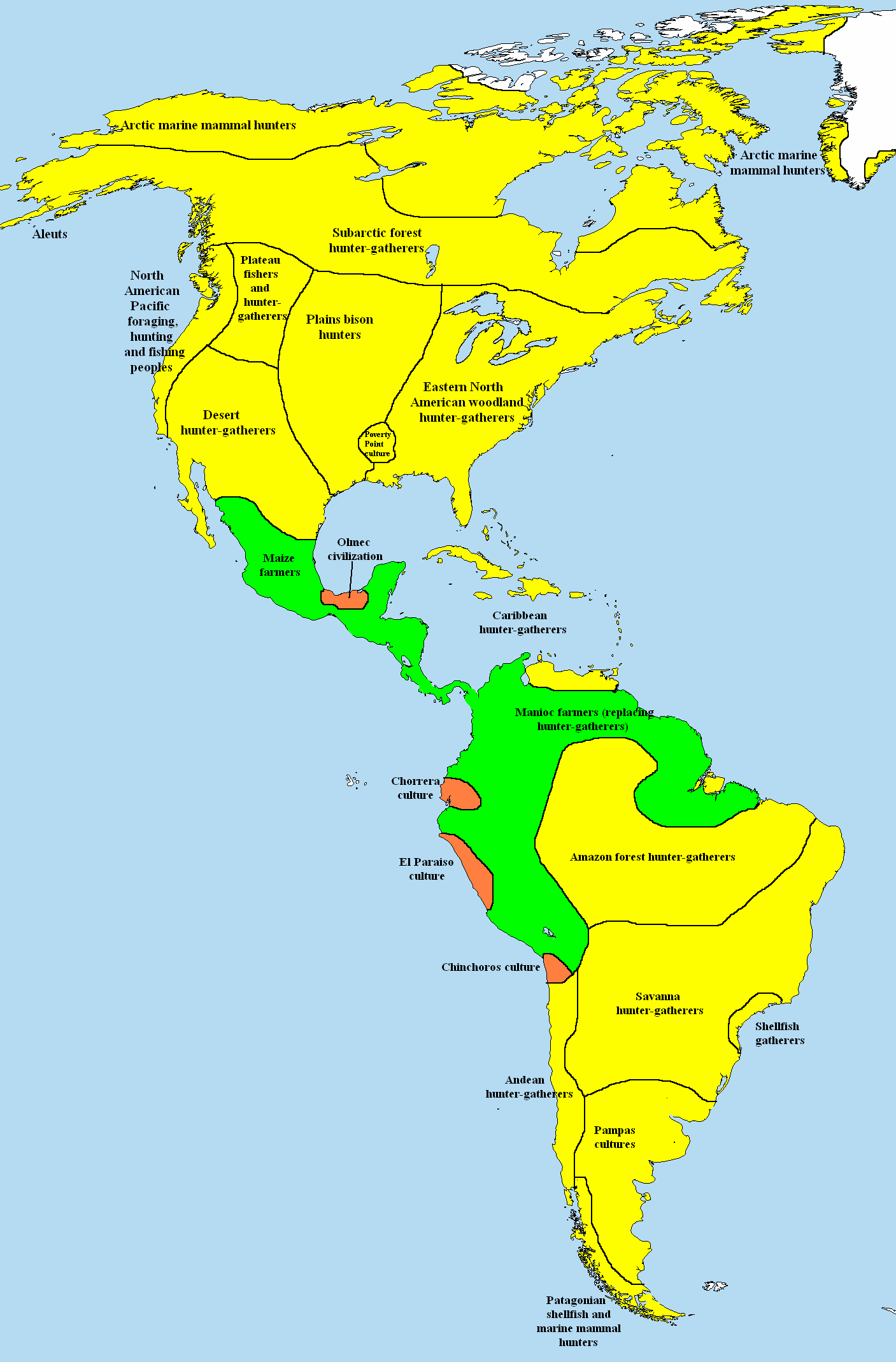
公元前的美洲社会。
狩獵採集
农业社会
酋邦或文明

前哥倫布時期（英語：Pre-Columbian）包括在明顯受到來自歐洲的文明影響前，美洲的全部歷史和史前史。時間跨度上，從舊石器時代人類最初遷入並居住於美洲，直到近代歐洲人殖民美洲。
就字面上講，「前哥倫布時期」這個術語僅僅指西班牙航海家克里斯托弗·哥倫布於1492年第一次來到美洲大陸之前的歷史。但在實際應用上，這個術語通常還涵蓋到美洲本土文化在哥倫布首次登陸美洲大陸之後數十年，或幾世紀後的歷史，直到這些本土文化顯著受到歐洲文化的影響及侵略。因此，也常常用到一些替代用語:「接觸前的美洲」（Precontact Americas）,「殖民前的美洲」（Pre-Colonial Americas），「史前美洲」（Prehistoric Americas），而在拉丁美洲，常常用到「前西班牙的」（Pre-Hispanic）。
許多前哥倫布時期的文明都留下了歷史的印記：永久性住宅、城市、農業、民用或紀念用建築，大型土方結構、複雜的社會等級體系。其中一些文明伴隨著第一批歐洲和非洲的永久住民的到來（15世紀後期至16世紀早期）而消亡，只能通過考古調查和口述歷史窺見一斑。另一些文明則与殖民時期同時代因而被記載到歐洲當時的歷史文獻中。還有一些，例如瑪雅文明，留有他們自己的文字記錄。因爲當時許多歐洲天主教徒把這些文字視作异端，一些人譬如迪亞哥·德·蘭達雖然一方面試圖保護當地歷史，一方面却又燒毀了許多文獻。只有一些秘藏的文獻逃過一劫，另有一些則通過抄錄或者口述轉成西班牙語，让現代歷史學家得以一窺遠古的知識和文化。
在前哥倫布時期以後，美洲本土文化還在持續發展中。許多美洲原住民及其後代延續著他們的傳統，同時又發展並且吸收新的文化和技術到他們的生活當中。
「前哥倫布時期」這個詞常常在討論新大陸的印地安文明時提到，例如中部美洲諸文明──阿茲提克帝國、馬雅文明，以及位於南美洲安地斯山脈的印加文明及包括莫切文化的各個前印加文化。